# サンテーラモ・イン・コッレ
サンテーラモ・イン・コッレ（イタリア語: Santeramo in Colle）は、イタリア共和国プッリャ州バーリ県にある、人口約26,000人の基礎自治体（コムーネ）。

## 地理

### 位置・広がり

#### 隣接コムーネ
隣接するコムーネは以下の通り。括弧内のTAはターラント県、MTはマテーラ県所属を示す。
- アックアヴィーヴァ・デッレ・フォンティ
- アルタムーラ
- カッサーノ・デッレ・ムルジェ
- ジョーイア・デル・コッレ
- ラテルツァ (TA)
- マテーラ (MT)

## 行政

### 分離集落
サンテーラモ・イン・コッレには、以下の分離集落（フラツィオーネ）がある。
- Jazzitiello, Alessandriello, Iesce, Guardiola, Vallone della Silica